# قانون حفاظت از مکان‌های دیدنی ۱۹۰۳
قانون حفاظت از مکان‌های دیدنی (به انگلیسی: Scenery Preservation Act 1903) یک قانون پارلمانی بود که در سال ۱۹۰۳ در نیوزیلند تصویب شد.